# Tréméoc
Tréméoc település Franciaországban, Finistère megyében. Lakosainak száma 1506 fő (2022. január 1.). Tréméoc Combrit, Plonéour-Lanvern, Pluguffan és Pont-l’Abbé községekkel határos.

## Népesség
A település népessége az elmúlt években az alábbi módon változott:
| Lakosok száma | 486  | 620  | 729  | 1107 | 1303 | 1327 | 1346 | 1347 | 1400 | 1506 |
|               | 1968 | 1982 | 1990 | 2006 | 2013 | 2015 | 2017 | 2019 | 2020 | 2022 |